# Großsteingrab Battin
Das Großsteingrab Battin war eine megalithische Grabanlage vermutlich der jungsteinzeitlichen Trichterbecherkultur bei Battin, einem Gemeindeteil von Brüssow im Landkreis Uckermark (Brandenburg). Es wurde vermutlich vor dem 20. Jahrhundert zerstört. Der ursprüngliche Standort des Grabes ist nicht gesichert. Die alte Windmühle am nördlichen Ortsausgang wurde aus Teilen von Großsteingräbern (vermutlich Decksteine) errichtet, wobei nicht klar ist, ob diese bereits dort vorgefunden oder von einem anderen Ort hertransportiert wurden. Für ersteres sprechen Bestattungsreste, die im Mühlenberg entdeckt wurden. In 1,2 m Tiefe wurden menschliche Skelettreste und ein Gefäßfragment, das wohl zu einem Trichterbecher gehörte, angetroffen. Am gleichen Fundplatz wurden außerdem Körpergräber und eine Siedlung der römischen Kaiserzeit entdeckt. Die Funde gelangten ins Museum von Prenzlau und sind heute verschollen.
1 km südwestlich von Battin befand sich ein trichterbecherzeitliches Blockkammergrab.